# Штевень
Ште́вень (від нід. steven — «стояк») — термін корабельної архітектури, кожна з двох особливо міцних частин корпусу, якими закінчується набір судна в носі і кормі. Носовий штевень називається форштевень, кормовий — ахтерштевень. Штевні з'єднуються з кілем. Довжина судна між крайніми точками штевнів називається оверштевень (від нід. oversteven).
У суден ранішого періоду конструкція носового і кормового штевнів не розрізнялася, відповідно однаковою була форма носа і корми. Поява стерна з навісним пером вимагала іншого кута нахилу заднього штевня до кіля, тому з вигнутого розвинувся прямий ахтерштевень, до якого вертикально підвішували перо за допомогою стернових гаків і вертлюгів. На печатці порту Дувр 1284 року зображений корабель, на якому вже помітні відмінні між собою форштевень і ахтерштевень.
На штевнях (переважно на ахтерштевнях) поміщалися амінги — позначки, поділки у формі шкали, які показували (у футах), наскільки корабель глибоко сидить у воді (аналогічно сучасній вантажній марці).